# Friedrich Gundolf
Cet article possède un paronyme, voir Gandalf (homonymie).
Friedrich Gundolf, de son vrai nom Friedrich Leopold Gundelfinger (né le 20 juin 1880 à Darmstadt ; décédé le 12 juillet 1931 à Heidelberg), est un poète allemand et un spécialiste de la littérature.

## Biographie
Fils d'un mathématicien juif, il étudia la germanistique et l'histoire de l'art sous la direction d'Eric Schmidt et de Gustav Roethe (de) aux universités de Munich, Berlin et Heidelberg ; il obtint son doctorat en 1903 et son habilitation en 1911 avec une thèse dont le sujet était Shakespeare et l'esprit allemand. Dès 1916 il fut professeur de germanistique à l'université de Heidelberg, d'abord à titre provisoire puis, en 1920, comme professeur titulaire.
En 1899 il rejoignit le cercle constitué autour de Stefan George et fit paraître ses premières œuvres dans les Blätter für die Kunst publiées par Stefan George. En 1910-1911, il publia avec Friedrich Wolters le Jahrbuch für geistige Bewegung (Annuaire pour le mouvement intellectuel) qui faisait connaître les pensées politiques et culturelles du cercle de George. Dans son travail scientifique sur la littérature, Gundolf représentait une nouvelle façon de considérer la littérature, orientée vers l'histoire des idées et centrée sur l'étude de la philosophie des auteurs. Il regardait les grands créateurs (comme Shakespeare, Goethe ou Heinrich von Kleist) comme des figures symboliques de leur époque ; le but de sa recherche était d'analyser non seulement l'artiste en lui-même mais aussi l'influence de son œuvre. C'est dans sa monographie sur Goethe qu'il développa ces principes.
Sa sensibilité lui permettait une profonde connaissance de Shakespeare. Sa façon de le traduire et de le comprendre a acquis une importance durable, qui dépasse celle de ses travaux scientifiques purement littéraires.
Admirateur de Goethe, Gundolf comptait parmi les érudits les plus célèbres de la république de Weimar. Ses livres étaient maintes fois réédités. Au nombre de ses auditeurs figurait en 1920 le futur ministre de la Propagande du Troisième Reich, Joseph Goebbels, qui voulut passer le doctorat sous sa direction ; s'il n'y réussit pas, ce ne fut pas pour être antisémite car à l'époque il n'avait pas cette réputation.
En 1927, Gundolf tomba malade du cancer qui devait l'emporter en 1931.
En 1930, il fut le premier lauréat du Lessing-Preis der Freien und Hansestadt Hamburg (prix Lessing de Hambourg, ville libre et ville de la Hanse).
Ses œuvres furent interdites dès 1933 par le régime nazi.

## Prix Friedrich-Gundolf
La Deutsche Akademie für Sprache und Dichtung (Académie allemande pour la langue et la poésie) a fondé en 1964 le prix Friedrich-Gundolf décerné chaque année pour récompenser la diffusion de la germanistique et de la culture allemande à l'étranger.

## Œuvres
- Shakespeare und der deutsche Geist (mémoire d'habilitation, 1911)
- Goethe (1916) (13. Aufl. 1930) Kap.: Neue Lyrik
- Hölderlins Archipelagus (1916)
- George (1920)
- Heinrich von Kleist (1922) (3. Aufl. 1932)- (Traduction en Français par Alexandre Vialatte, Heinrich von Kleist, éditions du Félin, 2011)
- Martin Opitz (1923)
- Caesar. Geschichte seines Ruhms (1924)
- Hutten, Klopstock, Arndt (1924)
- Andreas Gryphius (1927)
- Shakespeare (1928)
- Paracelsus (1928) (traduit en français par Sven Stelling-Michaud, Paracelse, Lausanne : Payot, 1932, et Paris : Je Sers, 1935)
- Lessing (1929)
- Gedichte (1930)
- Romantiker (1931)
- Rede zu Goethes 100. Todestag (1931/1932, publication posthume)
- Shakespeares Werke in deutscher Sprache (Traduction, 10 vol., 1908-1923)
- Briefe
- Die deutsche Literärgeschicht / reimweis kurz fasslich hergericht. Hrsg. v. E. Osterkamp. Heidelberg 2002 (Histoire en vers de la littérature, écrite avec humour et qu'à vrai dire il ne comptait pas publier)

## Sources
- (de) Cet article est partiellement ou en totalité issu de l’article de Wikipédia en allemand intitulé « Friedrich Gundolf » (voir la liste des auteurs).